# Scapheremaeus palaciosi
Scapheremaeus palaciosi är en kvalsterart som beskrevs av Segundo Ríos 1996. Scapheremaeus palaciosi ingår i släktet Scapheremaeus och familjen Cymbaeremaeidae. Inga underarter finns listade i Catalogue of Life.